# Histoire de la Slovaquie
République slovaque
(sk) Slovenská republika
Cet article présente une synthèse de l'histoire de la Slovaquie.
De ce petit pays sans littoral d'Europe centrale, de 49 035 km2, la population est en 2024 d'environ 5,8 millions de Slovaques. Elle était de 4 vers 1960, 3 vers 1920, 2,5 vers 1880. La diaspora slovaque (en) est constituée majoritairement de minorités dans les pays frontaliers, mais aussi de Canadiens d'origine slovaque (en) (70 000 environ) et d'Américains d'origine slovaque (en) (900 000 environ).

## Avant la slavisation

### Préhistoire
Les premières traces d'êtres humains sur le territoire de l'actuelle Slovaquie datent du Paléolithique (environ 200 000 ans avant l'ère chrétienne) : un foyer fut découvert près de Nové Mesto nad Váhom. 
Les premières cités apparaissent durant le Paléolithique moyen  (entre 200 000 ans et 35 000 ans, et les premiers artéfacts culturels durant le Paléolithique supérieur (35000-8000 ans AEC).
La géographie locale, ainsi que le climat, semblent avoir été propices au développement humain : d'après le paléontologue John Wymer, « durant le Paléolithique supérieur, les peuples d'Europe de l'Ouest, entre les côtes de l'Atlantique et l'Ukraine, entre 33 000 ans et 9 000 ans av. J.-C., avaient conçu les communautés les plus efficaces et les plus organisées au monde à l'époque ».

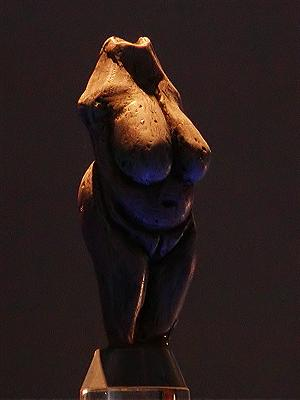
La Vénus de Moravany, datant de 22800 ans av. J.-C., jugée par certains comme étant « un des meilleurs produits de l'art du Paléolithique supérieur
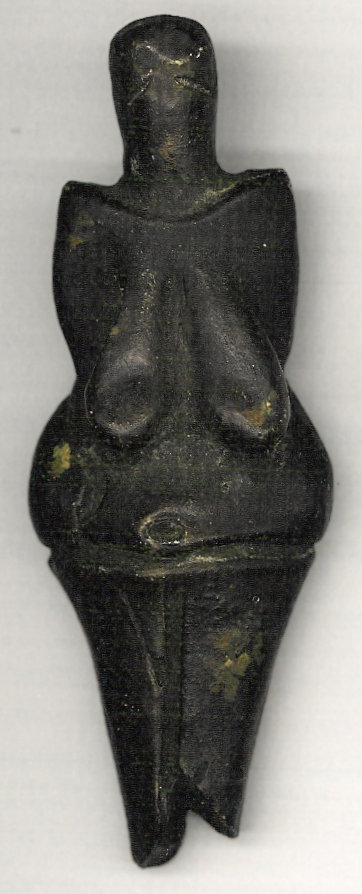
Vénus de Dolní Věstonice (Moravie, Tchéquie)
Poterie néolithique, Štúrovo (Slovaquie)

- Europe néolithique

### Protohistoire
Dans le bassin Carpatique nord (le nord de la Hongrie et la Slovaquie), la sédentarisation et l'agriculture, caractéristiques du Néolithique, commencent avec la culture rubanée au milieu du cinquième millénaire av. J.-C. Cette diffusion de l'agriculture est liée comme dans le reste de l'Europe à l'expansion des premiers agriculteurs venant d'Anatolie qui se sont établies en Grèce et dans les Balkans avant de s'étendre progressivement vers l'Ouest et le Nord, ». 
D'autres cultures suivent, certaines (Lengyel, Baden, Polgár, Jevišovice), Tisza, que l'on retrouve autre part en Europe, d'autres seulement en Slovaquie (Maďarovská, Mosonská, Únětická, Severopanónská, Stará Dala-Hurbanová, Hatvantská, Cacianska). 
La culture de Baden se développe entre 3600 et 2800 av. J.C. et fait suite au nord à la culture des vases à entonnoir. Elle est remplacée par des porteurs de la culture Yamna, probablement locuteurs de langues indo-européennes, qui s'installent dans des zones plates de la haute vallée de la Tisza, connues pour leur environnement steppique puis dans la région nord de la Slovaquie orientale. Les céramiques cordées du type Košice-Barca sont ainsi reliées aux vagues de population steppique de la culture Yamna, pénétrant plus profondément dans la région des Carpates du nord. En raison de cette pression, probablement sur de vastes zones, en particulier dans les basses terres, la culture de Baden s'effondre et ne survit que sur des terrains montagneux et difficilement accessibles, qui ont ensuite été occupés par des personnes venant des régions les moins sûres. Là, ils créent pratiquement la première civilisation montagnarde dans la région de la Slovaquie contemporaine. Ceci est confirmé par tout un réseau d'établissements fortifiés du Baden tardif situés sur des promontoires, des collines et des terrasses de travertin.
La pénétration de ces tribus nomades des cultures Yamna et des catacombes à la fin de l'Énéolithique vers les contreforts nord de la plaine danubienne est confirmée par l'excavation de monticules à Šurany dans le sud-ouest de la Slovaquie, ainsi que par des prospections dans le sud de la vallée du Hron et de la Žitava. Outre les prairies potentielles, ces populations sont attirés principalement par les sources de métaux non ferreux comme le cuivre, l'or et l'argent situés dans les montagnes volcaniques slovaques centrales à proximité. La métallurgie développée dans cette région est suggérée par les artefacts métalliques mais aussi par les moules de hache à face plate de type Kozarac de Nevidzany et de Veľký Meder. 
Avec l'arrivée de l'âge du bronze, les populations commencent à domestiquer divers animaux, particulièrement le cheval, et construisent des communautés plus permanentes (comme celle en pierre trouvée près de Spišský Štvrtok). 
Un système commercial se développe, avec une influence marquée de la mer Méditerranée. 
Avec l'âge du fer, les premiers traces écrites des peuples de la région apparaissent.

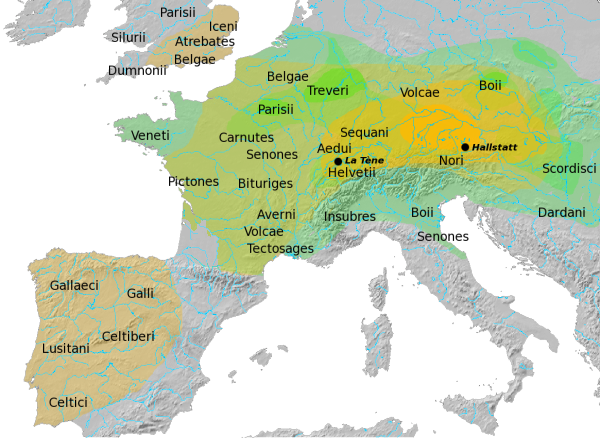
Expansion des cultures de Hallsatt et de La Tène
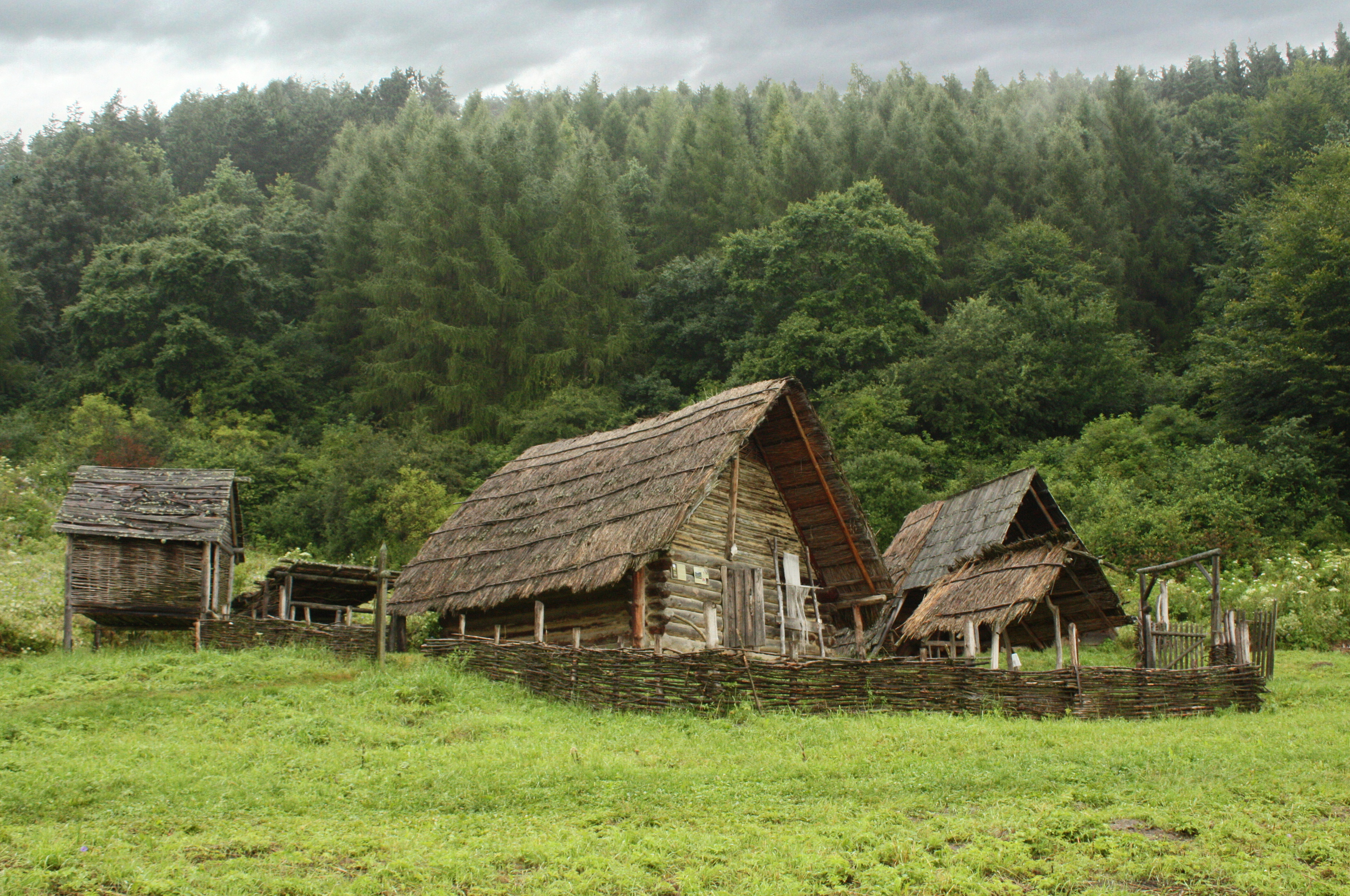
Musée archéologique en plein air d'Havránok (en) (Slovaquie) : habitat celte
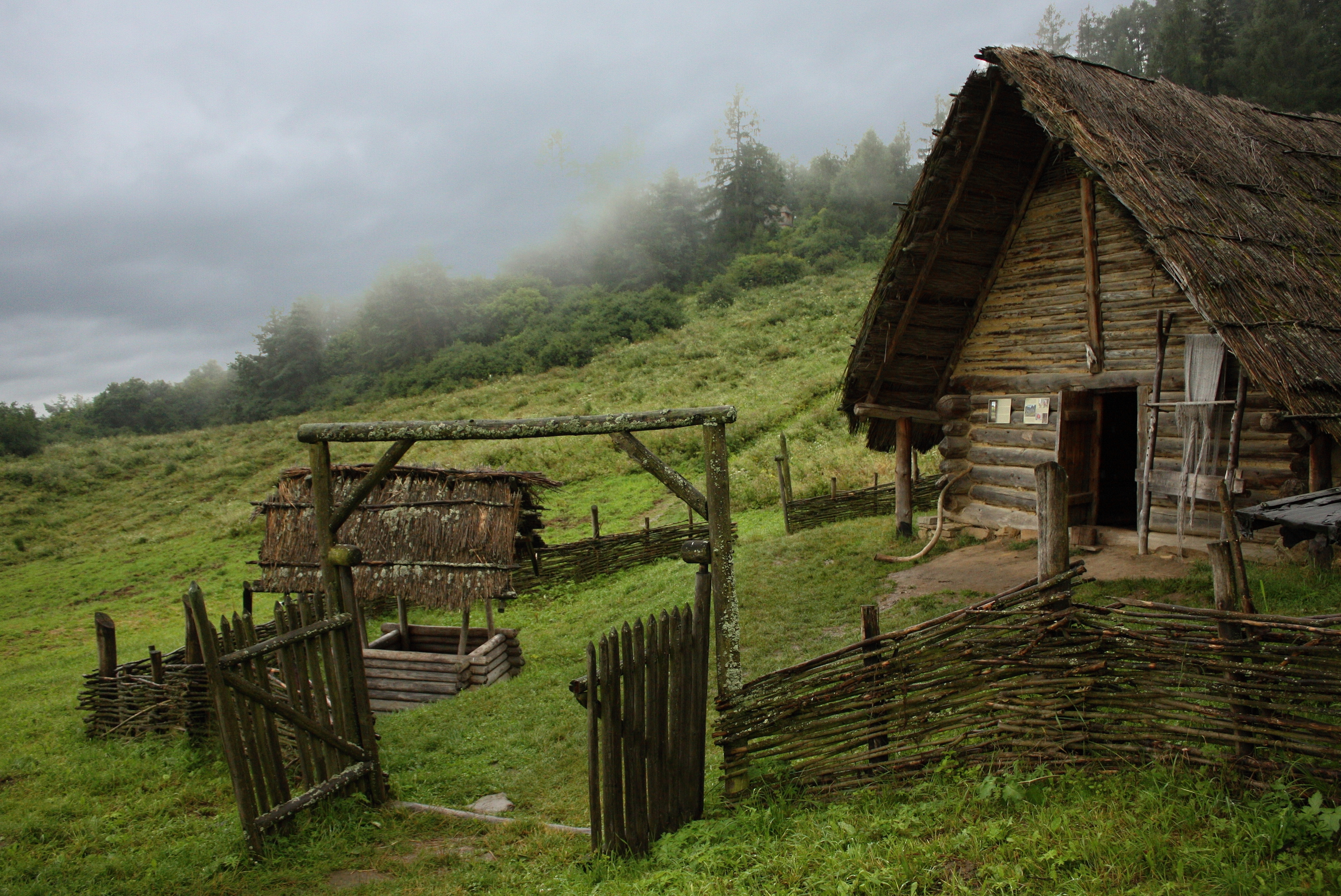
Détail

- Peuples préceltiques
- Âge du bronze en Europe, Âge du fer germanique

### Antiquité

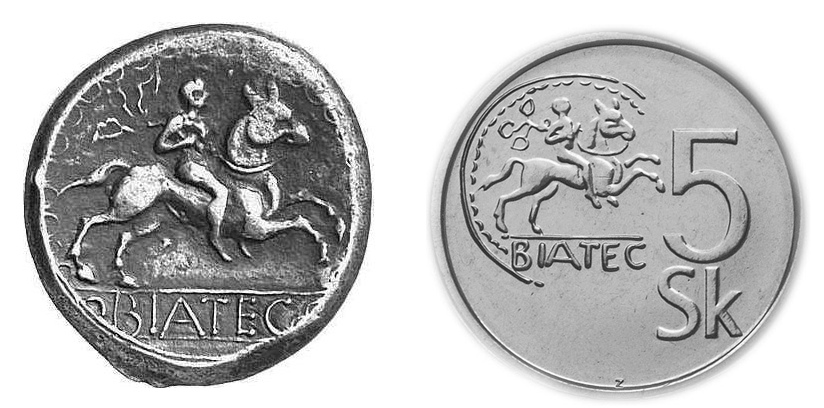
Pièce celte représentant Biatec frappée au Ier siècle av. J.-C., et sa reproduction sur une pièce de cinq couronnes slovaques

Les premières traces écrites sur les peuples de la région datent de l'époque des Celtes. 
Ils arrivent des Alpes  et du centre de l'Allemagne, et s'installent dans la région vers la fin du IIe siècle av. J.-C. à l'époque de la culture de Hallstatt, et à la suite de leurs liens commerciaux avec les Grecs et les Étrusques, ils introduisent la civilisation de La Tène dans la région du Danube. 
Ils construisent des oppida et sont les premiers à frapper des pièces dans la région. 
Ils ont également une organisation politique centrée sur l'oppidum près de l'actuelle Bratislava.
Il peut s'agir d'une confédération comprenant le peuple des Cotini.
À la fin du Ier siècle av. J.-C., les tribus celtes de la région, en particulier les Boïens, sont chassées ou repoussées par les peuples germaniques venus du nord, et les Romains venus du sud. 
Au début du Ier siècle, la région du sud-ouest de la Slovaquie se transforme en champ de bataille entre les légions romaines et deux tribus germaniques, les Marcomans et les Quades.
Les Romains attaquent le royaume Quadi de Marobod en l'an 6, mais mettent jusqu'en l'an 19 pour finalement les vaincre.
Ceci peut être en partie attribué au fait que le territoire de la Slovaquie est alors divisé en quatre, multipliant les fronts, avec les Marcomans et les Quades au sud-ouest, la frontière fortifiée du limes au sud le long du Danube, des peuples autochtones (dont sans doute les Cotini) au nord et au centre, et les derniers peuples celtes et daces, qui sont finalement assimilés par les Vandales, puis les Slaves. 
Dans les siècles qui suivent, Marcomans et Quades établissent divers royaumes, et les périodes de paix alternent avec les conflits avec les Romains (à la suite notamment des incursions marcomanes en Pannonie). 
Ce contact durable permet à la culture romaine d'influencer la culture locale.
Du IVe siècle au VIe siècle, pendant les invasions barbares, et particulièrement sous le règne d'Attila le Hun, de nouveaux peuples arrivent en Europe. 
En particulier, vers l'an 500, les Slaves arrivent de l'est (bien que certains historiens, comme le Goth Jordanès, notent leur présence en Hongrie dès le règne d'Attila). 
Les Marcomans et les Quades sont remplacés par les Gépides et les Lombards, à leur tout refoulés par les Avars dès 568.
Le khaganat avar (560-805) est alors le voisin le plus agressif mais aussi le plus cultivé, ainsi qu'en atteste l'Horizon Blatnica-Mikulčice (en), site archéologique binational (tchèque et slovaque) des Avars de Pannonie ou khanat (pseudo-)avar des 7e-9e siècles.

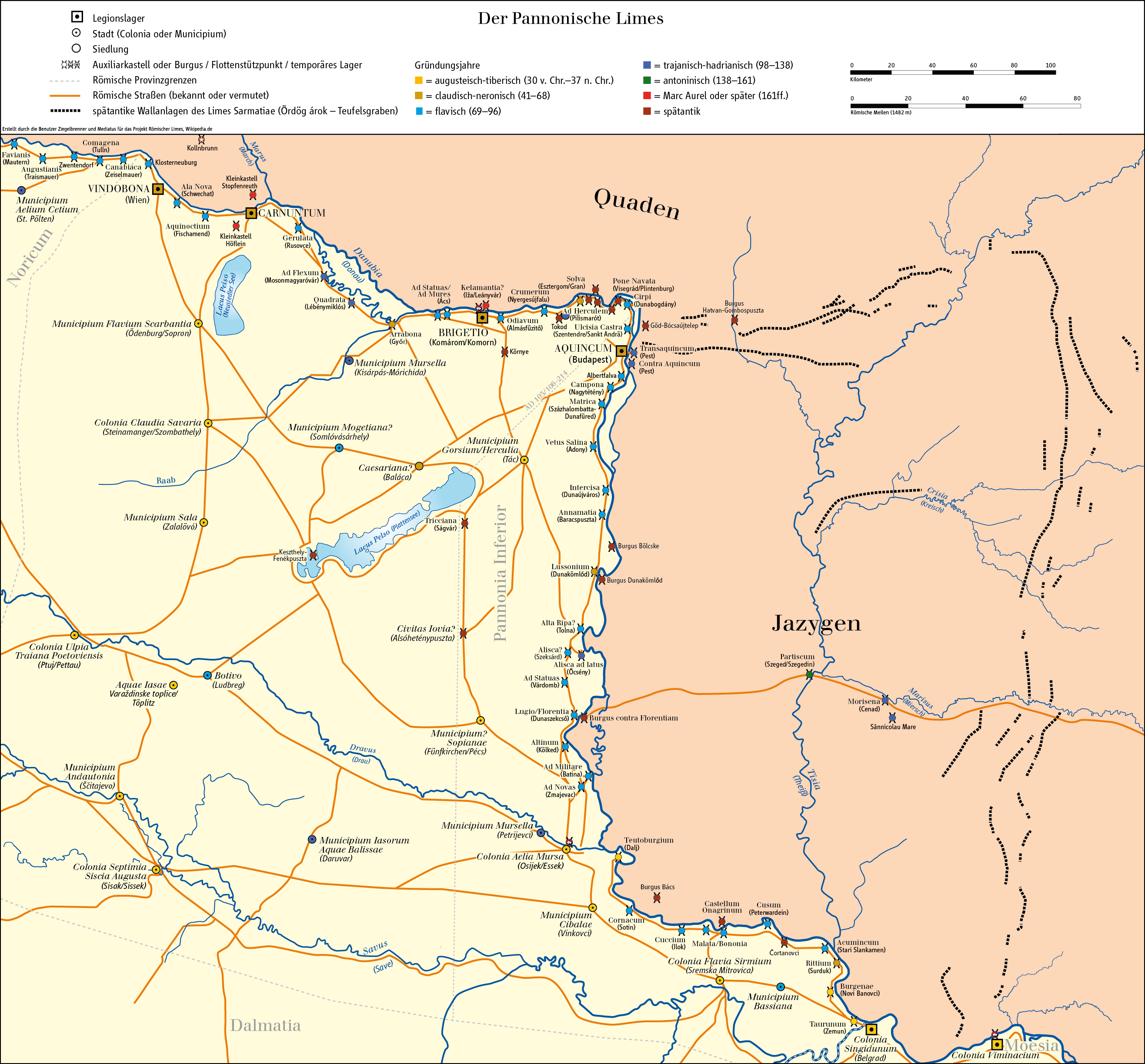
Limes de Pannonie
Possibilité d'un état longobard / lombard vers 250
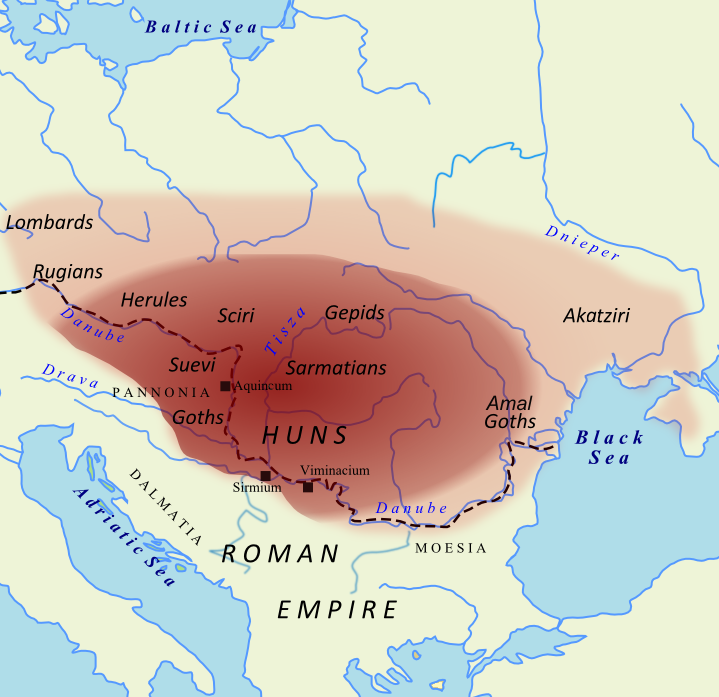
Situation vers 450
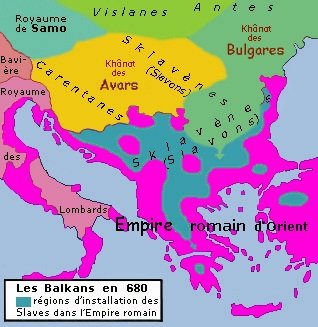
Balkans et Europe centrale vers 680
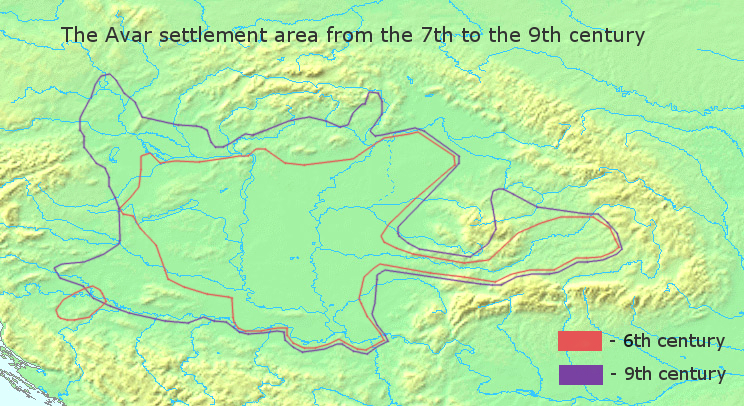
Avars aux 7e-9e siècles

## Arrivée des slaves et Grande-Moravie

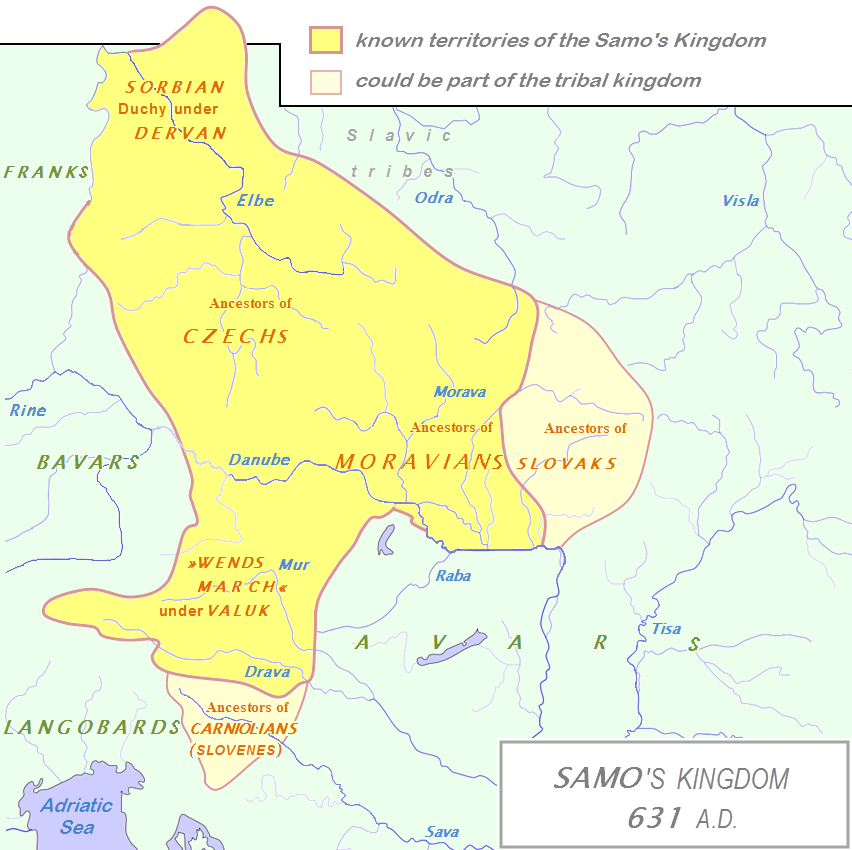
Royaume de Samo
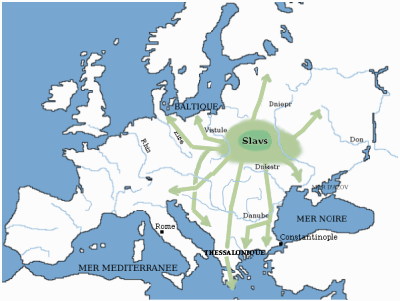
Dispersion des Slaves occidentaux
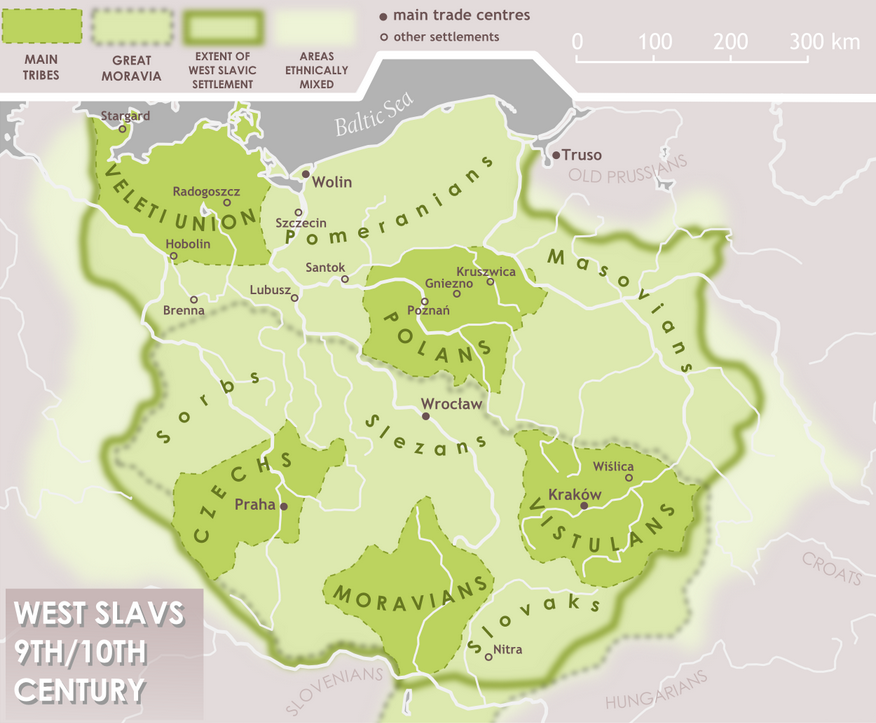
Slaves occidentaux aux 9-10èmes siècles
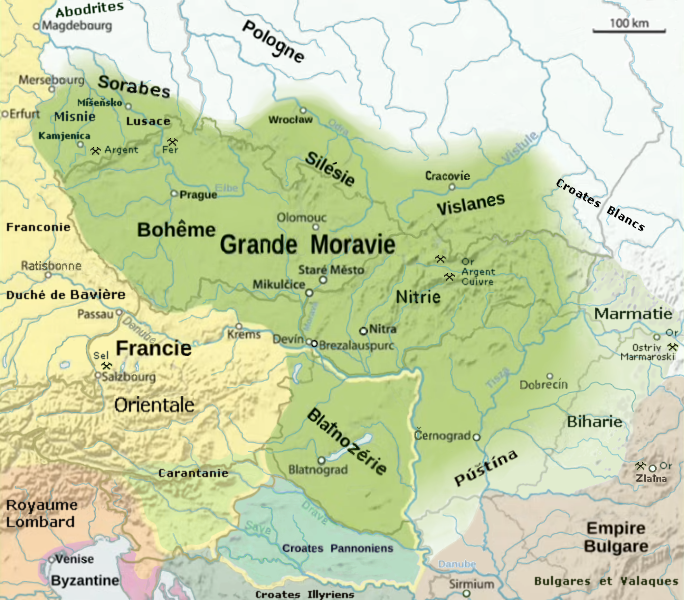
Principauté de Grande-Moravie à l'époque de Svatopluk Ier
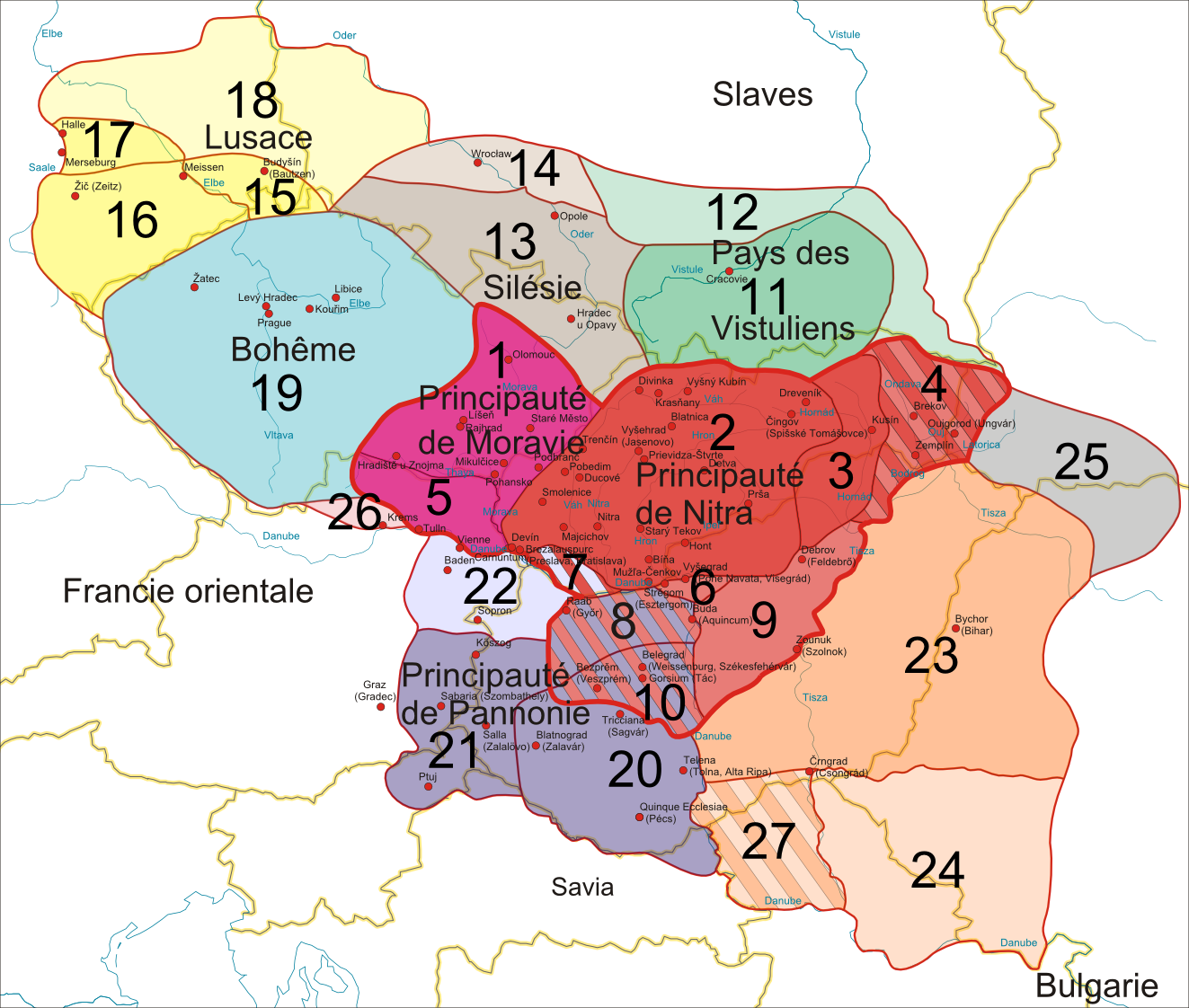
Grande-Moravie
Empires francs 481-814
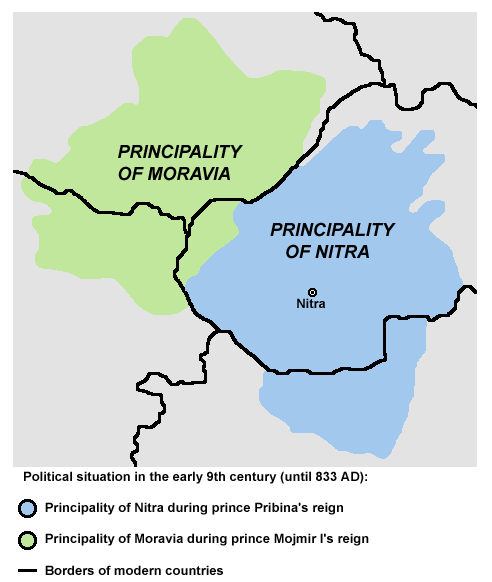
Principautés de Nitra et de Moravie
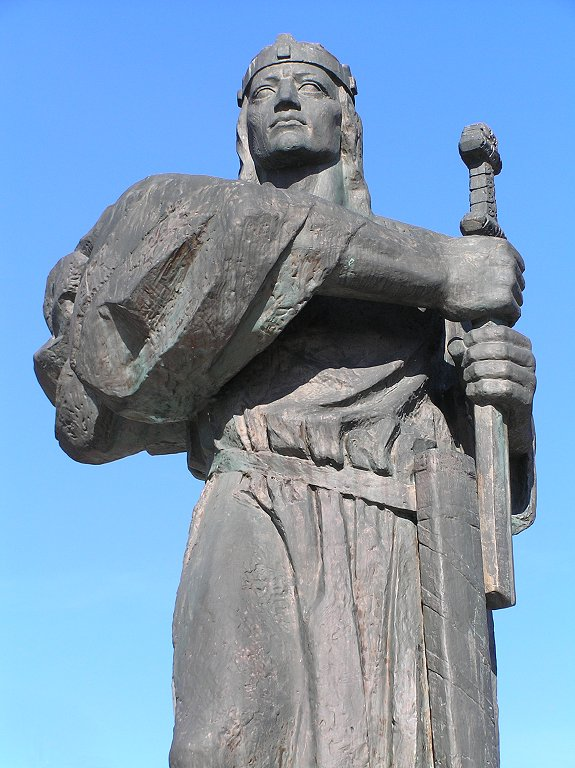
Statue de Pribina à Nitra
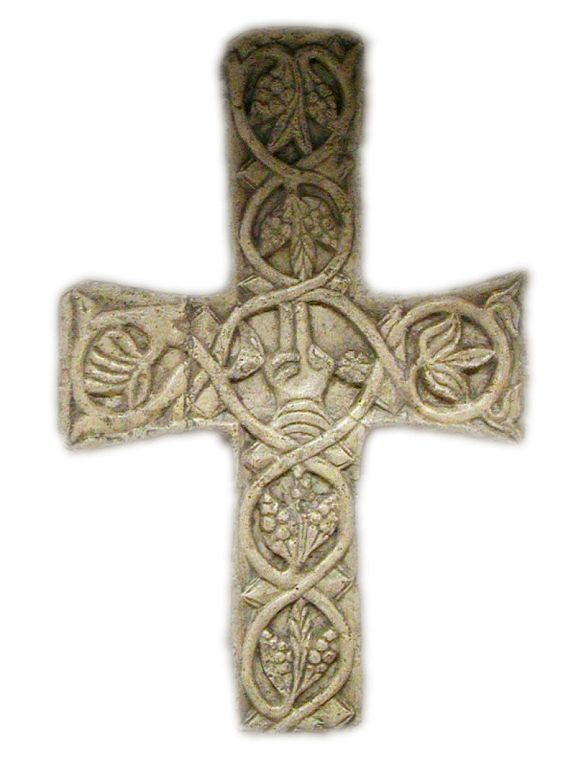
Croix chrétienne de Rusovce (Bratislava, château de Gerulata)

Les Slaves occidentaux commencent à coloniser dès le Ve siècle, mais doivent rivaliser avec les Avars, qui arrivent en 568, et qui soumettent les populations slaves, qui manquent d’expérience militaire, et d’organisation politique. 
En 623, Samo de Bohême, un marchand franc, unifie les tribus slaves de l'ouest de la Slovaquie, de la Moravie et de la Basse-Autriche pour se défendre des Avars. 
Les Slaves en profitent pour se libérer de l'influence des Avars, après leur défaite face aux  Byzantins. 
Pendant son règne, il les défend avec succès contre les invasions franques de Dagobert Ier, jusqu'à sa mort en 658, où l'éphémère royaume (mythifié) retombe sous influence avare. 
Seule la défaite des Avars par les Francs en 796 y met fin.
À cette époque, deux principautés slaves sont présentes sur le territoire actuel de la Slovaquie, l'une nommée Morava, centrée sur l'ouest de la Slovaquie et la Moravie, l'autre, Nitra, centrée sur l'ouest et le centre de la Slovaquie, les deux étant indépendantes l'une de l'autre et séparées par les Carpates blanches. Une troisième tribu slave consolide son pouvoir en Pannonie.
Lors de la première moitié du VIIIe siècle, des moines irlandais venus de Bavière commencent à christianiser les Slaves. Puis Arn de Salzbourg et son successeur Adalram continuent cette politique sur ordre de Charlemagne afin d'étendre la sphère d'influence de l'Église et du royaume franc. 
À la suite du traité de Verdun, la Francie orientale et Louis le Germanique (Louis II de Germanie) continuent cette politique d'expansion vers l'est et de christianisation des Slaves.
En 828, la première église chrétienne est construite à Nitra. Pribina, prince de Nitra à l'époque est souvent considéré comme le premier souverain slovaque, car cette conversion sous son règne marque le début des relations slaves avec leurs voisins en tant qu'État souverain.
En 833, Mojmir Ier, prince de Moravie s'empare de Nitra, et fonde la Grande-Moravie et la dynastie des Mojmirides. 
Le nom Grande-Moravie vient de Constantin VII Porphyrogénète, empereur byzantin, qui désigne ainsi cet État dans son De administrando Imperio, d'après les Sclavi Marahenses, mentionnés dans les Annales regni Francorum et les Annales de Fulda.
La Grande-Moravie demeure un État vassal de la Francie orientale, et Louis le Germanique n'hésite pas à influencer la politique grand-morave, profitant de l'instabilité interne due aux relations entre les deux principautés constituantes du royaume. 
En 846, il met Rastislav sur le trône à la place de son oncle. 
Le nouveau souverain étend son territoire vers l'est, jusqu'à la Bulgarie, poussant les Francs et les Bulgares à s'allier contre lui. 
En 853-843, il soutient Radbod, margrave de la marche de Pannonie lors de luttes internes franques, ce qui entraîne l'invasion
du pays par Louis le Germanique, dans une guerre (855-859) sans vainqueur.
Afin de se libérer de l'influence franque, en 861 ou 862 Rastislav écrit au pape Nicolas Ier pour lui demander de créer une province ecclésiastique indépendante des diocèses germaniques qui luttent pour contrôler la région, et d'envoyer des enseignants religieux parlant le slavon. Sa lettre demeure sans réponse, possiblement tout simplement faute de compétente personne à envoyer.
Rastislav se tourne alors en 862 vers Byzance et Michel III en demandant également un évêque. 
En 863, Constantin (Cyrille) et Méthode, deux frères connaissant le dialecte slave parlé à Thessalonique d'où ils sont originaires arrivent en Grande-Moravie avec quelques disciples.
En demandant l'aide de Byzance en guerre contre ses ennemis les Bulgares, Rastislav rééquilibre le jeu des alliances en Europe centrale.
De fait, le clergé franc, inquiet d'une incursion dans sa sphère d'influence se plaint au roi, qui, avec la Bulgarie, attaque la Grande-Moravie, mais Byzance réplique en attaquant la Bulgarie, et la campagne de Louis II lui apporte un succès limité : la Grande-Moravie réaffirme la suzeraineté franque.
Nicolas Ier, quant à lui, accepte la mission byzantine en Europe Centrale, car inquiet de l'indépendance et du pouvoir de l'église à Salzbourg et en Bavière, et approuvant tout effort pour limiter son pouvoir.

## Possession hongroise (1000-1918)

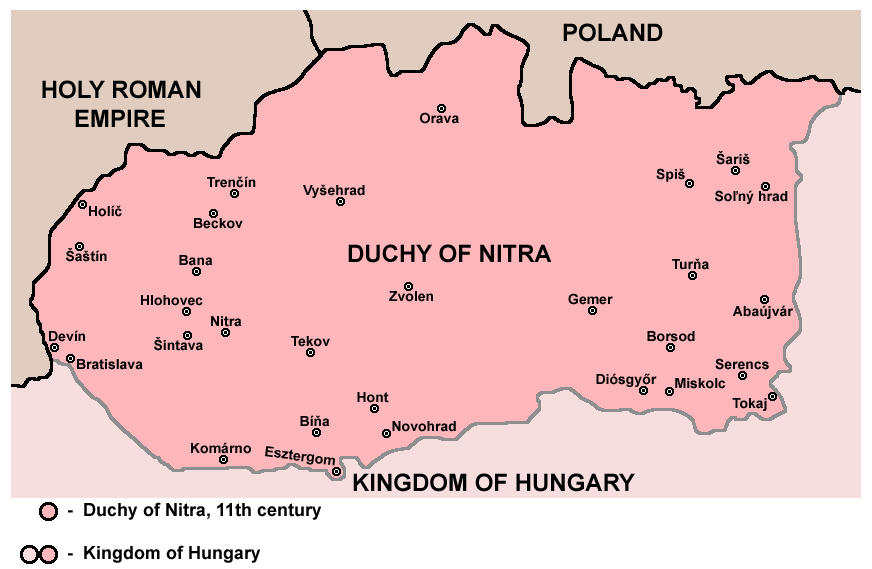
Duché de Nitra vers 1150-1170
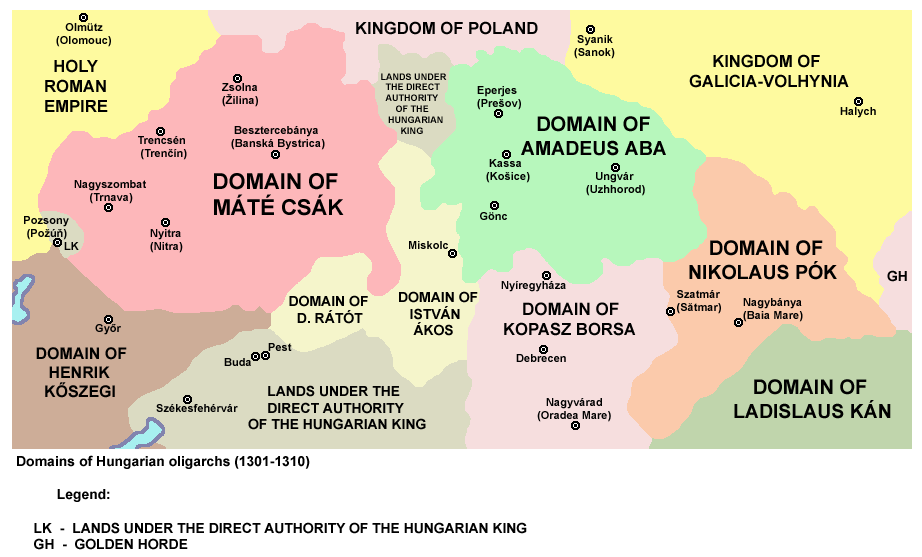
Domaines des oligarques 1301-1310
Domaines féodaux du XIVe siècle

Le territoire slovaque d'aujourd'hui du XIe siècle a constitué une partie du Royaume de Hongrie (même s'il est temporairement occupé par la Pologne au XIe siècle). 
Au cours du XIVe siècle des Valaques colonisent les régions de montagne de Slovaquie orientale. Ce sont des pasteurs qui valorisent les zones de montagnes et les vallées alors faiblement peuplées, encouragés par les seigneurs locaux. Ils introduisent le rite orthodoxe oriental.
Après la chute de Buda en 1541 aux mains des Ottomans, et l'occupation de la Hongrie jusqu'à la fin du XVIIe siècle, Presbourg devient la capitale et la ville de couronnement de la couronne de Hongrie. La Hongrie rejoint l'Empire Habsbourg en 1699.
Les débuts d'un éveil identitaire se manifestent sous Joseph II, notamment après l'abolition du servage en 1785. La magyarisation des domaines religieux, administratifs et judiciaires dans le royaume de Hongrie engendre par riposte un engouement en Haute-Hongrie pour la langue slovaque attesté par une première codification en 1787.
Au XVIIIe siècle, sous l'influence du panslavisme, un nationalisme slovaque voit le jour. 
En 1847, une version codifiée du slovaque par Ľudovít Štúr est acceptée par catholiques et luthériens (une version codifiée par Anton Bernolák au XVIIIe siècle n'étant accepté que par les catholiques, les protestants utilisant jusqu'alors une version slovaquisée du tchèque - ces concepts panslaves continuent à être soutenus par certains intellectuels, tels que Ján Kollár et Pavel Jozef Šafárik même après 1847).
À la suite du Printemps des peuples de 1848, pendant lequel les Slovaques se rangent aux côtés des Autrichiens contre les Hongrois, le nationalisme slovaque continue à se développer, avec la création de l'association culturelle Matica slovenská en 1863, le Musée national slovaque, et le Parti national slovaque en 1871. 
Néanmoins, peu après la création de la Double Monarchie en 1867, qui confirme le maintien de la Slovaquie sous contrôle hongrois, ces institutions sont fermées.

## Tchécoslovaquie (1918-1992)

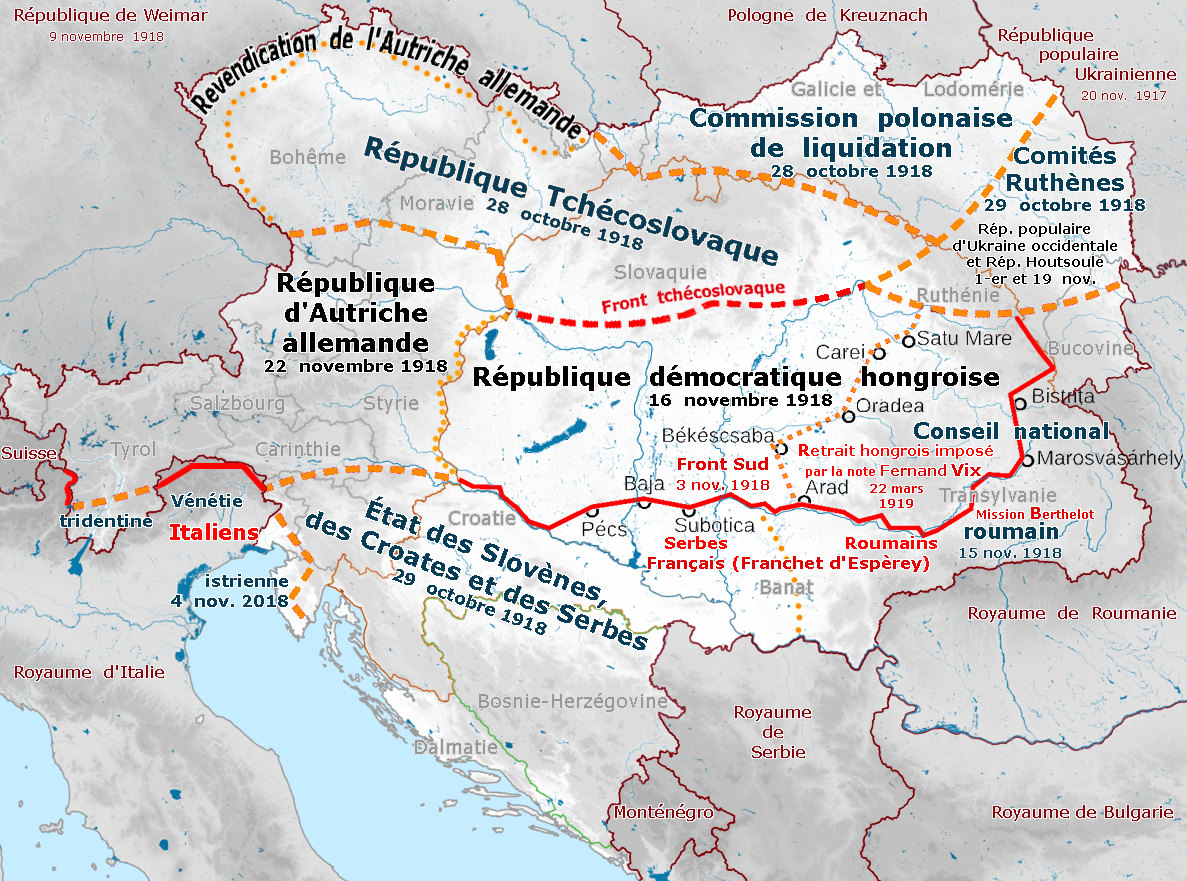
Dislocation de l'Autriche-Hongrie fin 1918
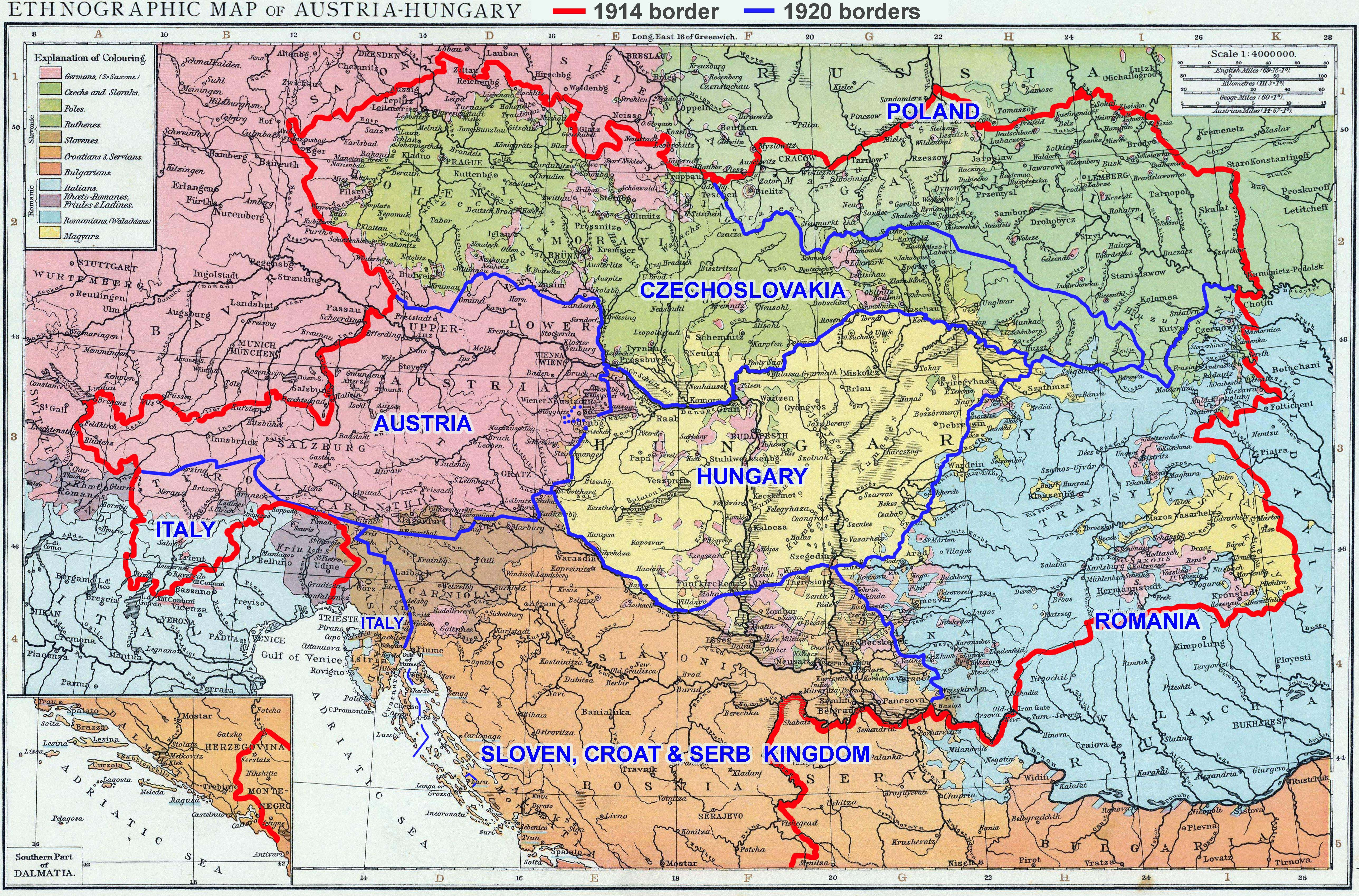
En bleu les États ayant succédé à l'Autriche-Hongrie (frontière rouge)
Répartition linguistique vers 1930
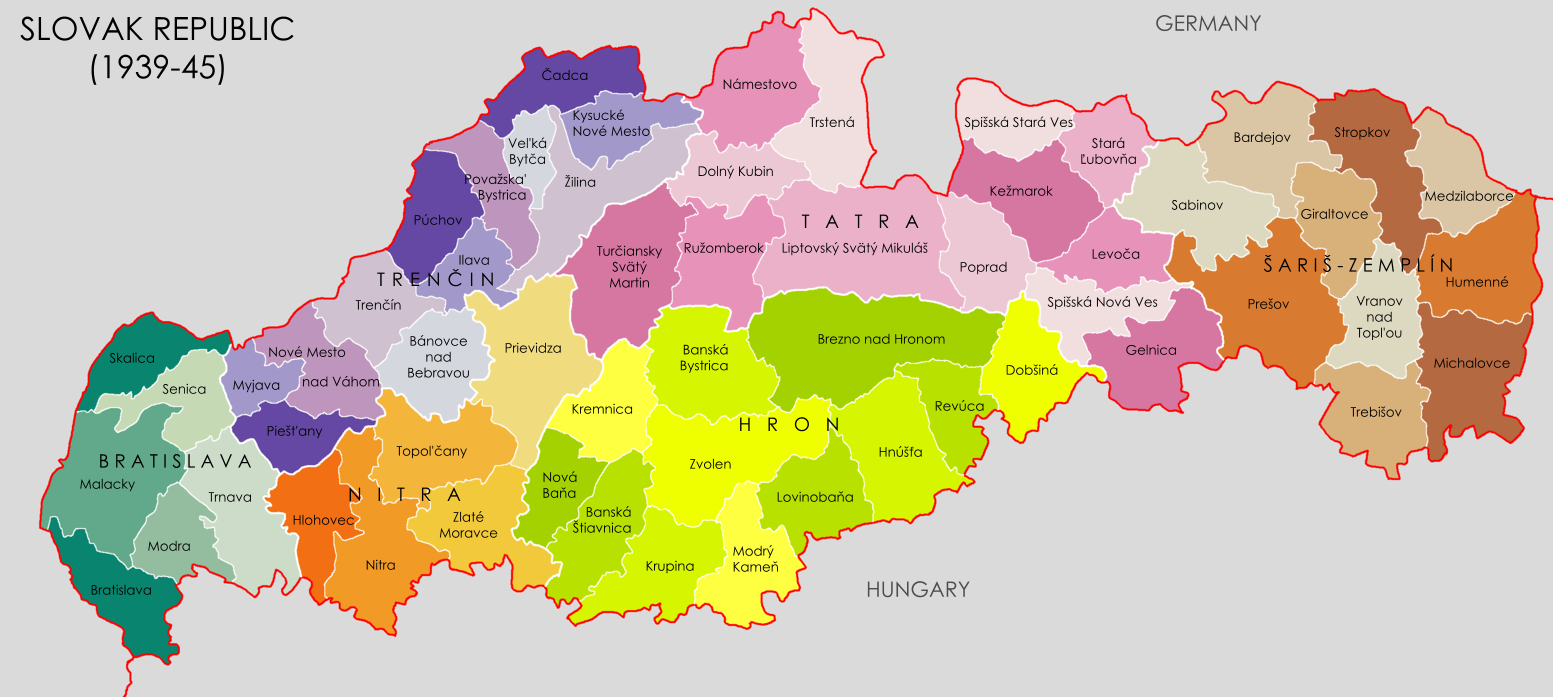
Carte administrative de la République slovaque (1939-1945)
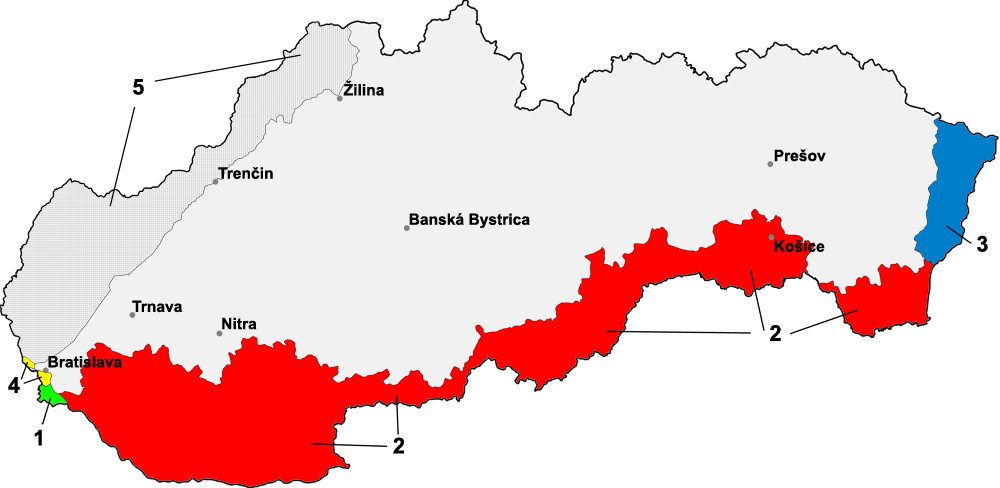
Modifications de frontières Hongrie-Slovaquie 1937-1945

À la suite du traité de Saint-Germain-en-Laye de 1919 mettant fin à la Première Guerre mondiale, la Slovaquie, la Bohême et la Moravie (et jusqu'en 1938 la Ruthénie) ont constitué de novembre 1918 au 31 décembre 1992 la Tchécoslovaquie. Cette union politique, prônée à Versailles, accordée par le traité de Saint-Germain-en-Laye, démantelée par l'Allemagne nazie et reconstituée en 1945 est partiellement artificielle : la Tchéquie, ancienne possession autrichienne, était un pays plus développé et industrialisé et sa population largement athée tandis que la Slovaquie, ancienne possession hongroise, était plus rurale et profondément catholique, bien que les deux langues soient très similaires (et comprises mutuellement grâce à la télévision d'État bilingue).
L'autonomie slovaque et ruthène reste longtemps un rêve, exception faite des années 1938-1939, quand un État slovaque autonome est proclamé à la suite des accords de Munich. En 1939, l'indépendance de la république slovaque dirigée par Mgr Tiso est proclamée sous la pression d'Hitler qui menace de donner la Slovaquie aux Hongrois. L'État reste largement inféodé au Troisième Reich après l'avoir été, d'une certaine façon, à Prague.

## Indépendance (1993)
Le pays redevient indépendant au 1er janvier 1993, trois ans après la « Révolution de Velours » qui entraine la dislocation de la Tchécoslovaquie..
Depuis l'indépendance, le pays a poursuivi une politique d'intégration du pays dans les institutions internationales : la Slovaquie fait partie de l'OTAN depuis le 29 mars 2004, et de l'Union européenne depuis le 1er mai 2004. 
En 2005, le pays est élu pour la première fois au Conseil de sécurité des Nations unies. 
L'euro est sa monnaie depuis le 1er janvier 2009. 
Le 21 février 2018, l'assassinat de Ján Kuciak, un journaliste d'investigation d'Aktuality.sk sur le point de publier un article pointant les liens entre des hommes politiques slovaques et la mafia calabraise 'Ndrangheta, et de sa fiancée, provoquent une crise politique. 
Celle-ci aboutit sur les plus importantes manifestations de l'Histoire du pays depuis la Révolution de velours, le 9 mars 2018 - plus de 40 000 personnes rien qu'à Bratislava - puis à la chute du Gouvernement Fico III durant le mois de mars.

### Galerie des principaux responsables politiques récents
Présidence de la République slovaque

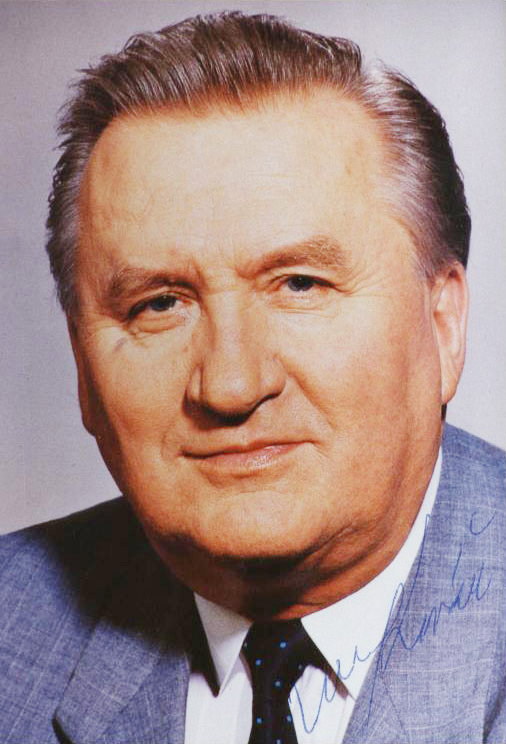
Michal Kováč 1993-1998
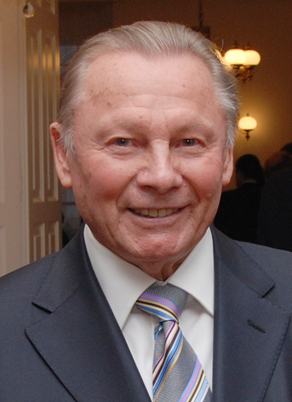
Rudolf Schuster 1999-2004
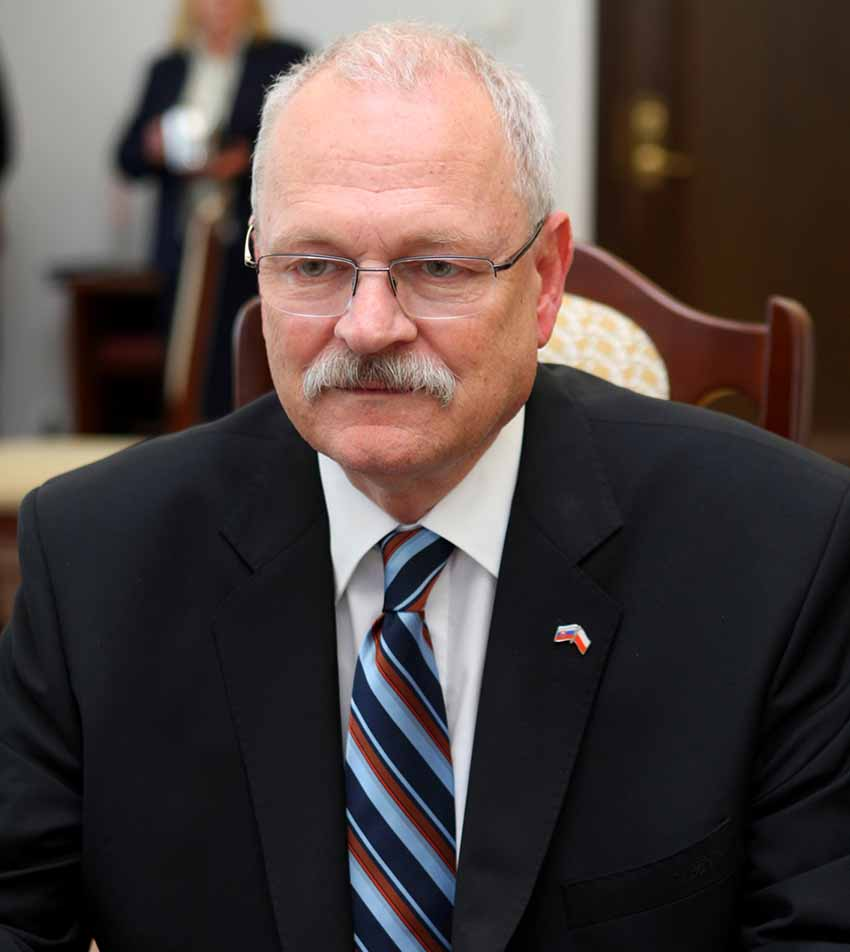
Ivan Gašparovič 2004-2014
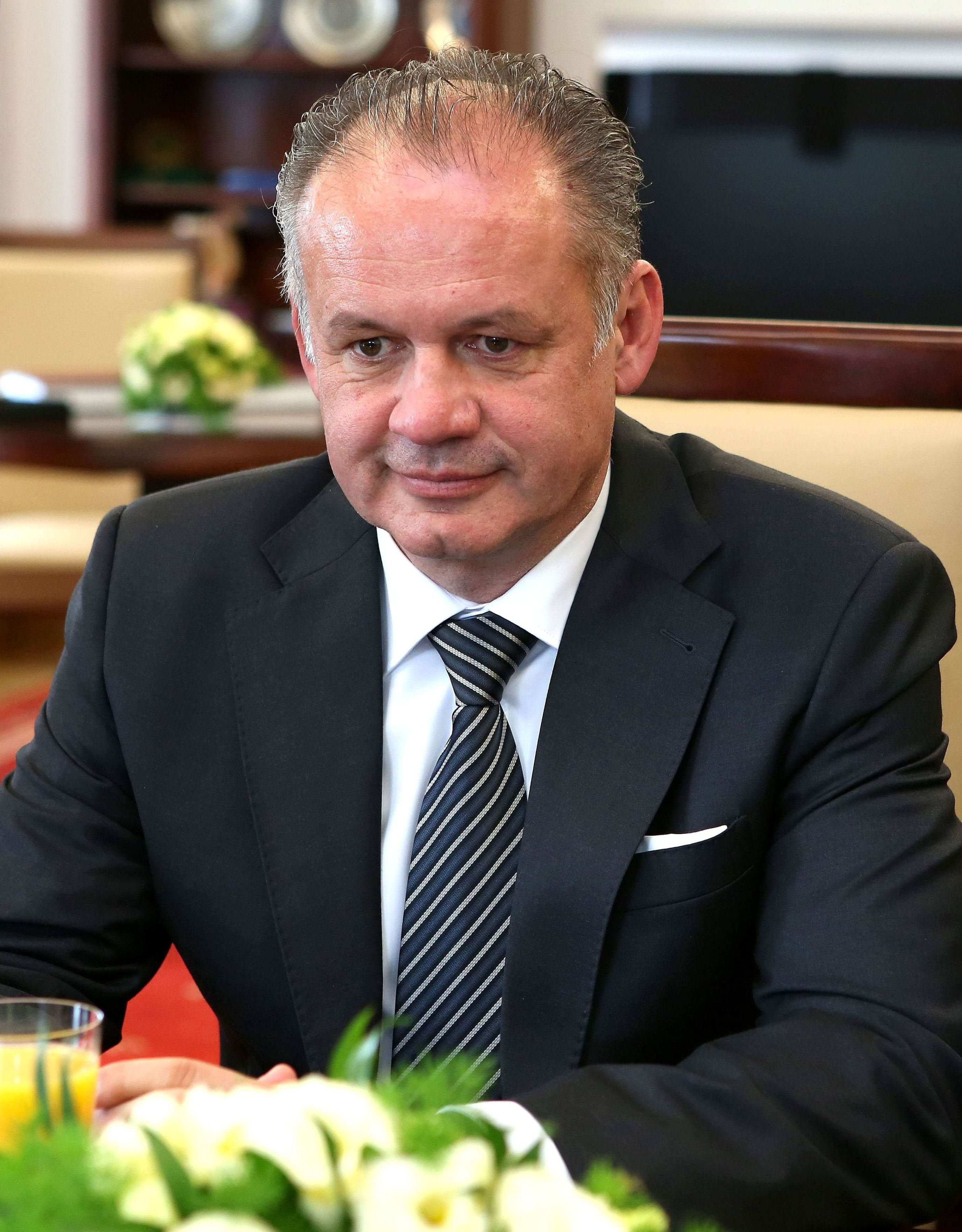
Andrej Kiska 2014-2019
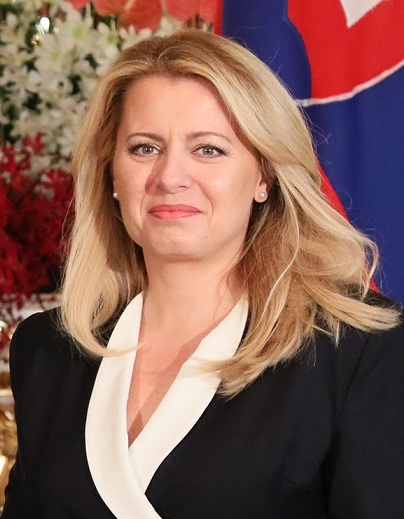
Zuzana Čaputová 2019-2024

Présidence du gouvernement de Slovaquie

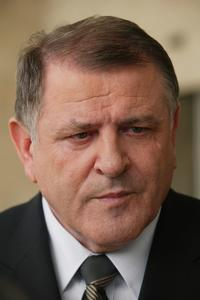
Vladimír Mečiar 1990..1998
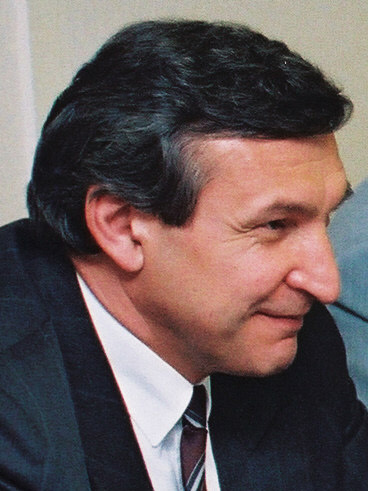
Jozef Moravčík 1994
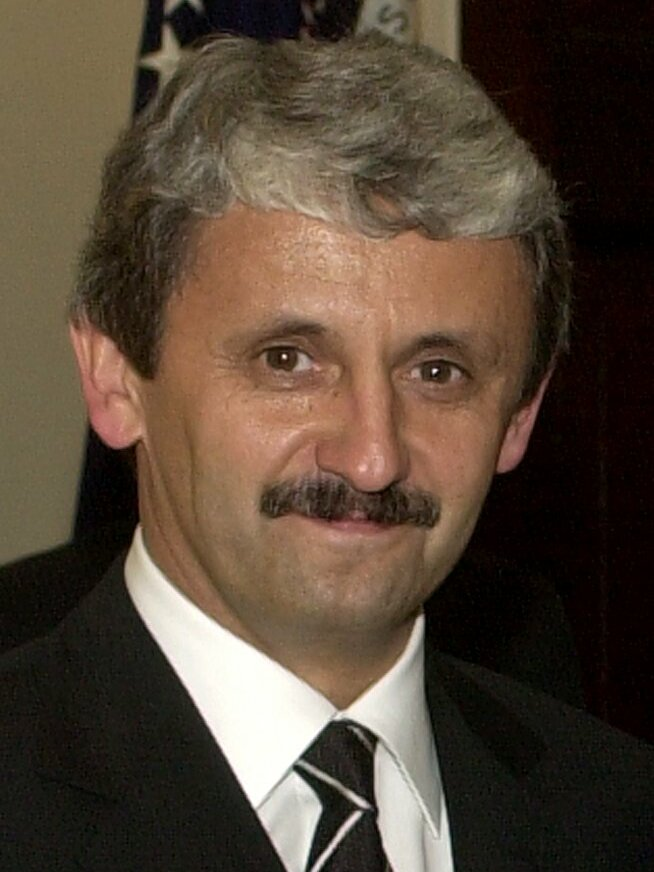
Mikuláš Dzurinda 1998-2006
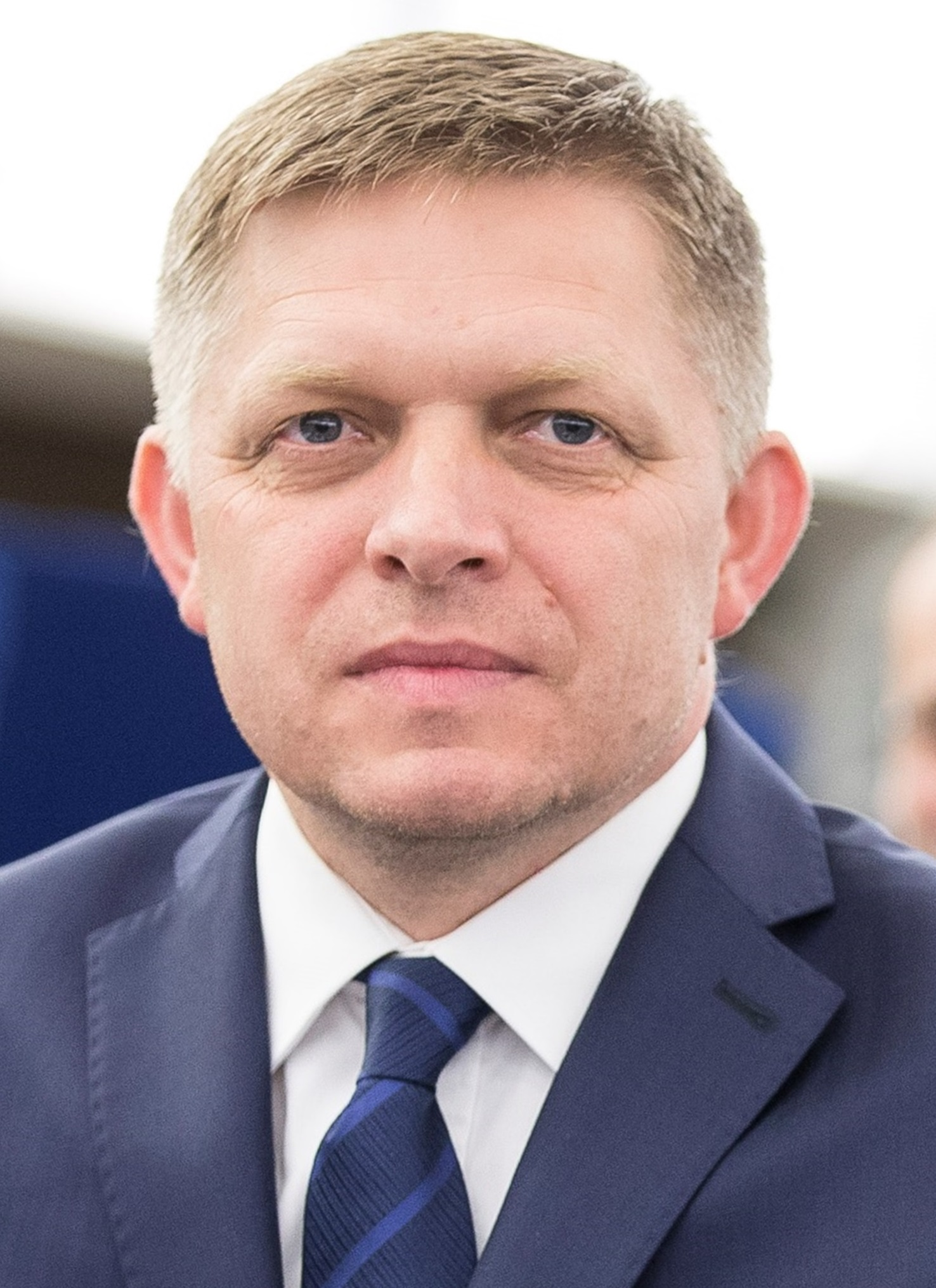
Robert Fico 2006-2010 2012-2018 2023-présent
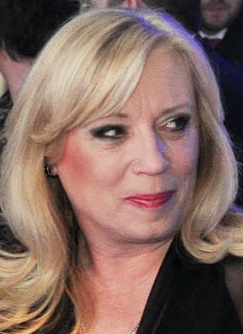
Iveta Radičová 2010-2012
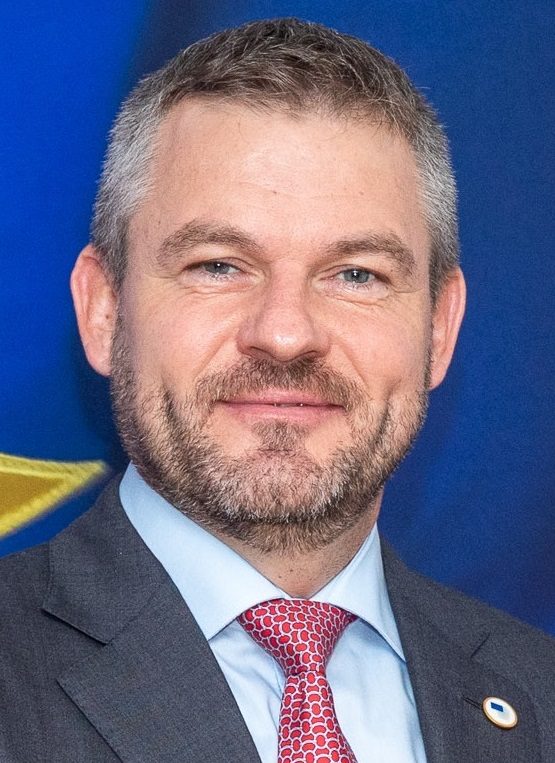
Peter Pellegrini 2018-2020
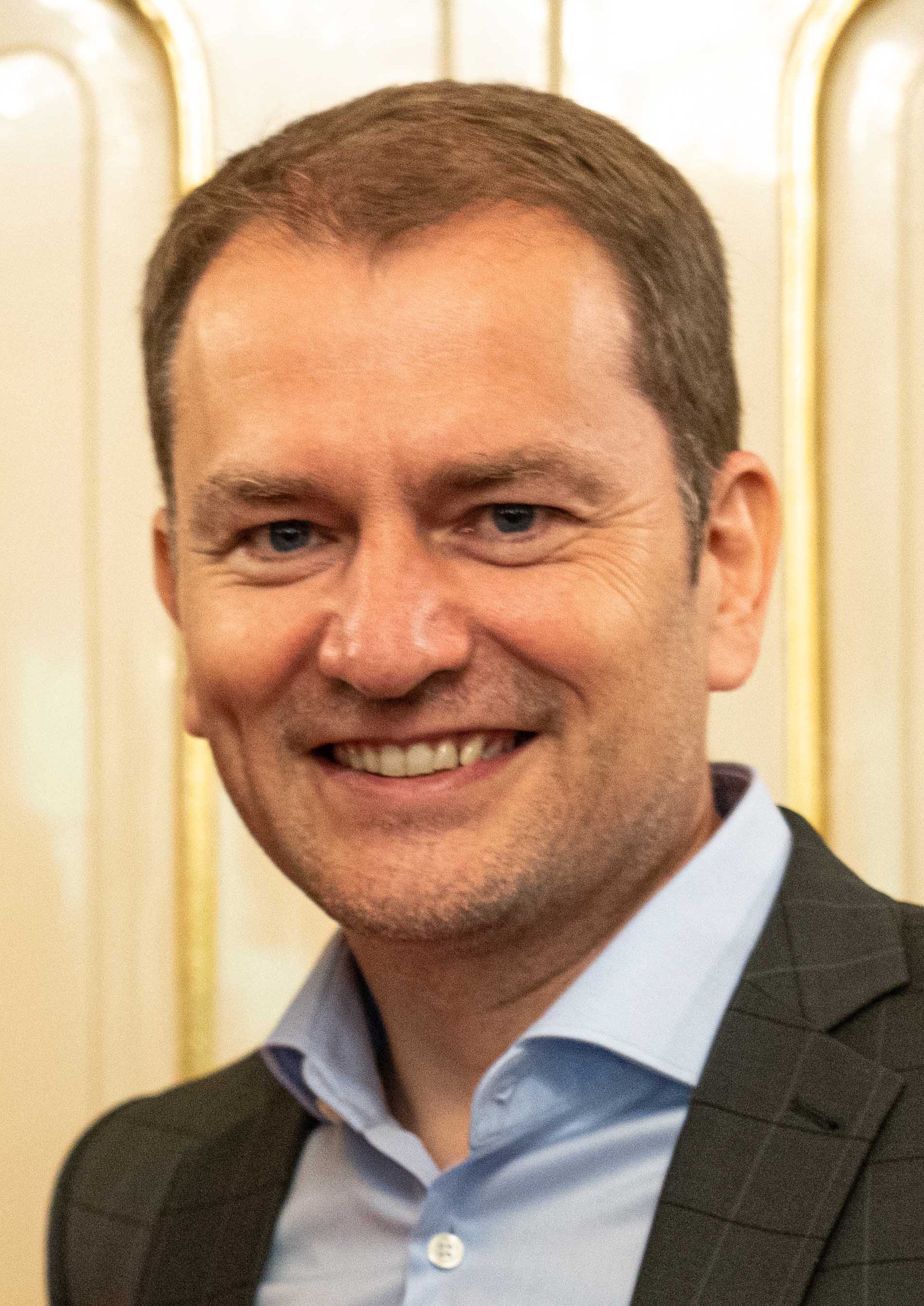
Igor Matovič 2020-2021
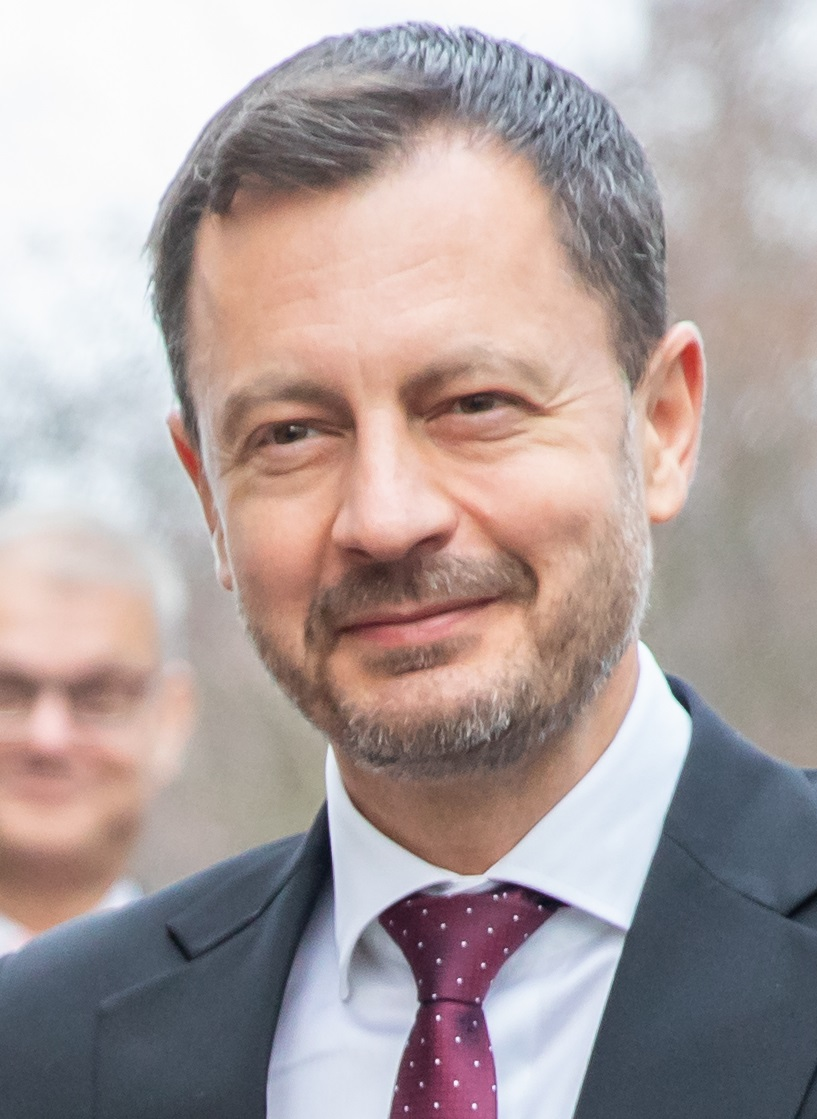
Eduard Heger 2021-2023
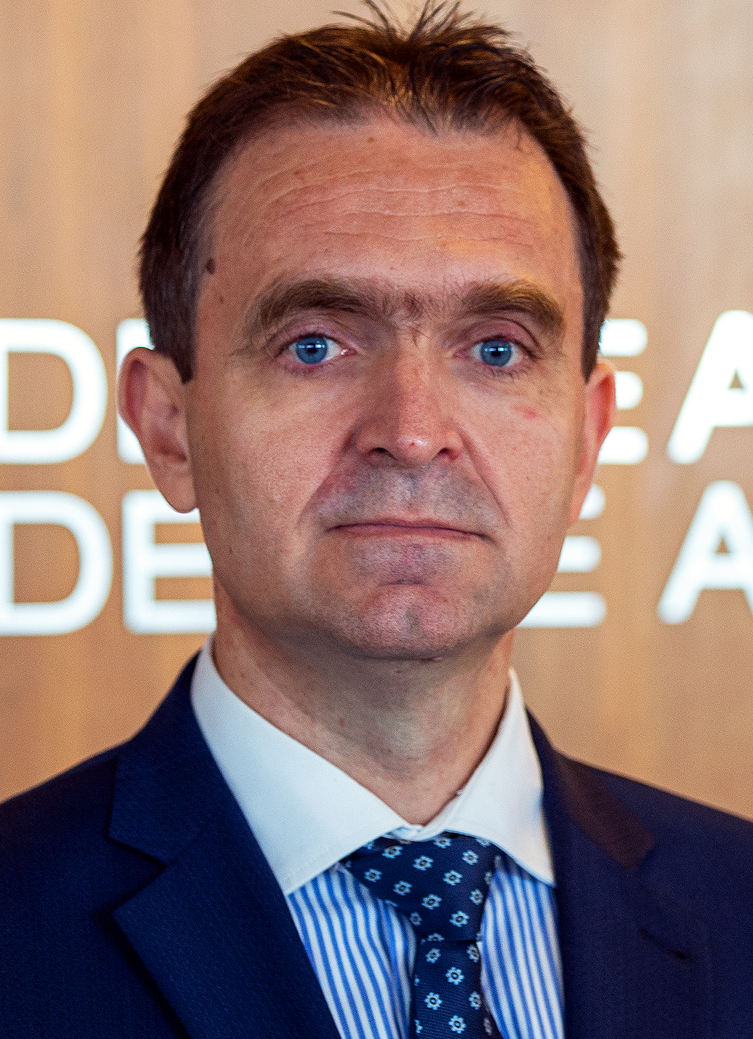
Ľudovít Ódor 2023

## Chronologie

### Préhistoire
- 200 000 ans avant le présent : le plus ancien foyer connu sur le territoire de la Slovaquie
- 100 000 ans avant le présent : plus ancien squelette d'homme découvert sur le territoire de la Slovaquie actuelle
- 29 000 ans avant le présent : Vénus, la plus ancienne statue sculptée, découverte à Moravany près de Piestany

### Protohistoire
- XIXe siècle av. J.-C. au XVe siècle av. J.-C. : extraction de cuivre dans les montagnes slovaques de Monts Métallifères slovaques (Rudohorie)
- Ier millénaire av. J.-C. : période de la culture de Kyjatice.

### Antiquité
- Ve siècle av. J.-C. : les Celtes (Cotini) dominent la plupart du territoire
- IIe siècle av. J.-C. : des pièces celtiques sont frappées en Slovaquie
- 6 : les Romains traversent le Danube et prennent le contrôle de ses rives pendant 400 ans
- 250-260 : des sépultures longobardes suggèrent l'existence d'un État lombard (également sur une part de la Hongrie actuelle)
- 300-500 : les premiers Slaves occupent le territoire
- 623-658 : période de l'empire de Samo (marchand Franc), union défensive des tribus Slaves

### IXesiècle
- 824 : Mojmír Ier fonde le 1er grand empire de Grande-Moravie.
- 828 : la première église chrétienne est établie à la cour de Pribina à Nitra.
- 863 : arrivée des saints Cyrille et Méthode, fondateurs du vieux slave écrit en Grande-Moravie
- 894 : mort de Svatopluk Ier, le plus illustre seigneur de la Grande Moravie.

### Xesiècle-XIIIesiècle
- Xe siècle : le premier roi de Hongrie Étienne Ier de Hongrie. De cette époque jusqu'à 1918, le Royaume de Hongrie s'étend sur les territoires qui de nos jours appartiennent à la Hongrie, à la Slovaquie, à la Croatie, à la Slovénie à la Roumanie et à l'Ukraine.
- 1241 : les Tatars envahissent le pays et le ravagent.
- 1381 : la représentation proportionnelle des Slovaques et des Allemands au conseil de la ville de Žilina / Zsolna est garantie à ses membres par Louis Ier de Hongrie.

### XIVesiècle-XVesiècle
- 1467 : fondation de la première université sur le territoire présent de la Slovaquie à Pozsony / Bratislava. « Academia Istropolitana » par Matthias Corvinus, roi de Hongrie.
- 1526 : le roi Louis II Jagellon meurt dans la bataille de Mohács contre les Turcs. Son trône revient aux Habsbourg d'Autriche.
- XVe siècle : la majorité du territoire du Royaume de Hongrie est sous occupation ottomane. De ce fait le centre du royaume restant se déplace vers la Slovaquie, à Pozsony / Bratislava

### XVIIesiècle
- 1635 : fondation de l'université de Nagyszombat / Trnava par l'archevêque Péter Pázmány.
- 1683 : les Turcs sont battus lors de la bataille de Vienne. Celle-ci met fin à l'occupation turque du territoire hongrois

### XVIIIesiècle
- 1740-1780 : règne de la reine Marie-Thérèse de Hongrie, couronnée à Pozsony / Bratislava
- 1763 : fondation de la première université minière à Selmecbánya / Banská Štiavnica.

### XIXesiècle
- 1848 : le Parlement de la Hongrie à Pozsony / Bratislava abolit le servage. La révolution hongroise qui l'instaure est défaite par l'empereur d'Autriche avec l'intervention de l'empereur de Russie en 1849.
- 1884 : la première banque slovaque « Tatrabanka » est fondée en Slovaquie, à Bratislava

### XXesiècle
- 1907 : fondation de la Ligue slovaque à Cleveland, Ohio, USA
- Octobre 1918 : la Première République tchécoslovaque est créée
- 1919 : fondation de l'Université Coménius à Bratislava
- 1920 : par le Traité de Trianon, 1 070 000 Hongrois sont soumis à la souveraineté de la Tchécoslovaquie. Le Théâtre national slovaque est fondé à Bratislava
- Octobre 1938 : l'armée allemande occupe les Sudètes (territoire tchèque).
- Mars 1939 : la République slovaque proclame son indépendance et devient un État-satellite de l'Allemagne nazie, sous la présidence de Jozef Tiso

- Août 1944 : déclenchement du soulèvement national slovaque. Après la défaite du soulèvement sur le plan militaire, la résistance armée continue dans les montagnes jusqu'à la fin de la guerre.
- Mai 1945 : la République tchécoslovaque est restaurée
- L'hiver de 1946-47 : 44 000 Hongrois sont déportés en Bohême, aux travaux forcés
- 1947 : 76 616 Hongrois sont expulsés du pays à la suite des décrets du président Beneš.
- Février 1948 : les communistes prennent le pouvoir lors du Coup de Prague

- Janvier 1968 : l'ère d'Alexander Dubček commence.
- Août 1968, les troupes russes accompagnées de quatre autres armées du Pacte de Varsovie occupent la Tchécoslovaquie et écrasent le printemps de Prague[19].
- Octobre 1989: le pays devient une République fédérale.
- Novembre 1989 : la Révolution de Velours met fin au pouvoir des communistes.
- Juin 1990 : premières élections libres depuis 1946
- 1er janvier 1993 : avec la fin de la République fédérale tchèque et slovaque, la République slovaque indépendante est créée

### XXIesiècle
- 29 mars 2004 : entrée dans l'OTAN
- 1er mai 2004 : entrée dans l'Union européenne
- 1er janvier 2009: la Slovaquie devient le 16e membre de la zone euro.

#### Autres
- Politique en Slovaquie, Président de la République slovaque, Président du gouvernement de Slovaquie
- Politique étrangère de la Slovaquie
- Relations entre la Slovaquie et la Tchéquie, avec l'Autriche, avec l'Union européenne
- Économie de la Tchécoslovaquie